# Tituboea ahwasa
Tituboea ahwasa es una especie de insecto coleóptero de la familia Chrysomelidae.
Fue descrita científicamente en 1985 por Lopatin.